# Centro del Centenario de Breslavia
El Centro del Centenario (en alemán: Jahrhunderthalle; en polaco: Hala Stulecia  o Hala Ludowa) es un edificio histórico que se encuentra en Breslavia (Wrocław). Fue construido con los planos del arquitecto Max Berg entre 1911 y 1913, cuando la ciudad formaba parte del Imperio alemán. En 2006 fue incluido en la lista de la Unesco del Patrimonio de la Humanidad. 

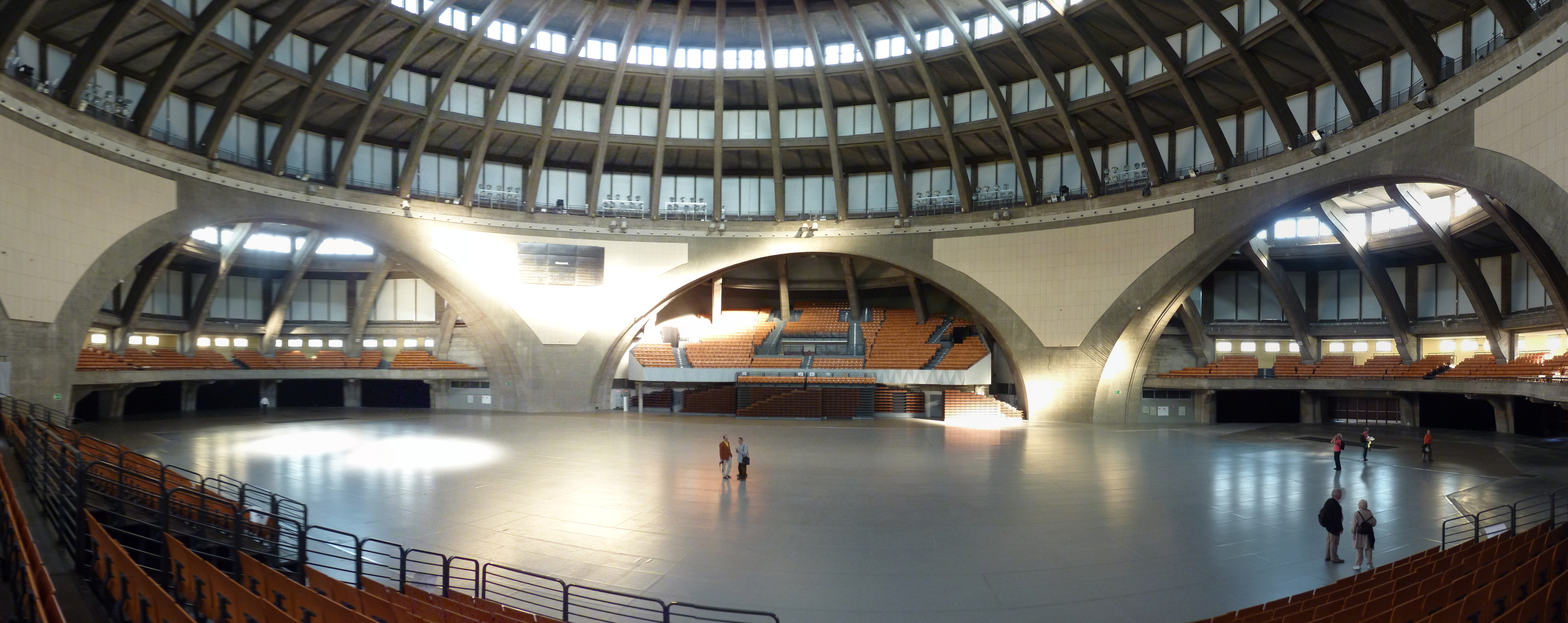
Interior del salón.

Fue en la capital de la Baja Silesia de Breslau donde el 10 de marzo de 1813 el rey Federico Guillermo III de Prusia llamó a los alemanes en su «Aufruf an mein Volk» a la resistencia abierta frente a Napoleón. En octubre del mismo año Napoleón fue derrotado en la batalla de Leipzig, . La inauguración del centro fue parte de la celebración conmemorativa del centenario de la batalla y de ahí su nombre. El centro fue rebautizado como Hala Ludowa (el «Salón del Pueblo») por sus dirigentes comunistas cuando la ciudad se convirtió en parte de Polonia en 1945. La traducción polaca del nombre alemán original, Hala Stulecia se usa también con referencia a la historia del edificio.
La cúpula se hizo de hormigón armado y con un diámetro interior de 69 m y 42 m de alto; tras su construcción era el edificio más grande de su estilo. Su forma era cuadrifólica simétrica, con un gran espacio central circular con asientos para 6.000 personas. La cúpula tiene 23 metros de alto, está hecha de hierro y cristal. El Jahrhunderthalle se convirtió en una referencia clave para el desarrollo de las estructuras de hormigón armado en el siglo XX.
Después de los acontecimientos conmemorativos, sirvió como edificio recreativo con propósitos diversos. Está situado en los Terrenos de la Exposición, que se usaban previamente para carreras de caballos.
En 1948 se colocó frente al Centro una escultura de metal de 100 metros de alto con forma de aguja llamada Iglica.
El Centro del Centenario albergó el Campeonato Europeo de Baloncesto Masculino de 1963, la ronda preliminar del torneo del Campeonato Europeo de Baloncesto Masculino de 2009, Campeonato Europeo de Balonmano Masculino de 2016 y los Juegos Mundiales de 2017.